# 片山善博
片山 善博（かたやま よしひろ、1951年〈昭和26年〉7月29日 - ）は、日本の政治家、自治官僚、政治学者。大正大学特任教授。
鳥取県知事（2期）、鳥取大学客員教授、地方制度調査会副会長（第29代）、行政刷新会議議員、総務大臣（第14代）を務めた。岡山県岡山市東区出身。

## 概説

### 略歴
岡山県赤磐郡瀬戸町（現・岡山市東区）生まれ。両親は、ともに教師であった。岡山県立岡山大安寺高等学校、東京大学法学部卒業。1974年、自治省入省。鳥取県庁や国土庁への出向を経て、自治大臣秘書官、自治省国際交流企画官・固定資産税課長・府県税課長などの役職を歴任し、1998年12月に退官した。
1999年4月、鳥取県知事選挙に出馬し、初当選を果たす。鳥取県知事在任中は岩手県知事の増田寛也や宮城県知事の浅野史郎、三重県知事の北川正恭、および高知県知事の橋本大二郎（いずれも当時の肩書）らに並び、官僚出身の改革派知事の代表格であった。2004年7月、読売新聞により実施された世論調査では78%の高水準の支持率を記録し、全国47都道府県の知事で1位であった。2003年の知事選では無投票当選となった。
2006年12月、翌年の知事選に出馬せず、2期で知事を退任する意向を表明。2007年4月、鳥取県知事を退任した。同年4月、慶應義塾大学教授に就任。同年5月、鳥取大学地域学部地域政策学科の客員教授（非常勤）に就任。7月には地方制度調査会副会長に就任。2009年10月から、鳩山由紀夫内閣の下で設置された行政刷新会議の議員を務める。
2010年9月、菅改造内閣で総務大臣に任命され、初入閣。民間人閣僚の総務大臣は、元岩手県知事の増田寛也に続き2人目（民主党政権下では初の民間人閣僚）。翌2011年1月発足の菅再改造内閣でも留任した。2011年9月、野田内閣発足に伴い退任し、慶應義塾大学教授に復職。2017年4月早稲田大学公共経営大学院教授。2022年4月から大正大学教授・地域構想研究所長。
2009年から「世界」に『片山善博の「日本を診る」』を連載中。
2022年春の叙勲で旭日重光章を受章。

### 主な職歴
- 1979年7月 - 国税庁能代税務署長
- 1980年7月 - 鳥取県地方課長
- 1981年11月 - 鳥取県総務部財政課長
- 1983年11月 - 国土庁土地政策課課長補佐
- 1985年10月 - 自治省地域政策課課長補佐
- 1987年6月 - 自治大臣秘書官
- 1988年9月 - 自治省財政課課長補佐
- 1990年4月 - 自治省国際交流企画官
- 1992年4月 - 鳥取県総務部長
- 1995年7月 - 自治省固定資産税課長
- 1998年1月 - 自治省府県税課長[5]
- 1998年12月 - 自治省退職
- 1999年4月 - 鳥取県知事に初当選
- 2003年4月 - 鳥取県知事に無投票で再選
- 2010年9月 - 総務大臣就任
- 2011年9月 - 同退任

### 政策・主張
- 2000年10月に発生した鳥取県西部地震に際し、被災者の個人住宅に対し全国で初めて復旧助成（利子補給）を実施した。
- 2002年6月の鳥取県議会一般質問での答弁において、「地方レベルの人権救済制度の必要性」に言及。2005年9月に鳥取県人権侵害救済推進及び手続に関する条例を可決させたが、人権擁護法案に類するこの条例に対しては反対意見が多く寄せられた。
- 2003年6月、地方分権改革推進会議議長の西室泰三が提出した国から地方に対する税源移譲の実施見送りの意見書に対し、民主的な手法ではないとして、西室が会長を務める東芝製品を鳥取県の随意契約の対象から除外することを示唆した[6]。
- 2010年4月、参議院総務委員会に参考人として出席し、「（地方自治体に）一番屈辱的なのが地方債への（国の）関与だ。こんなものは自分たちで決めればいい」と現行の財政制度を批判している。
- 2007年2月、知事就任以降に1560万円以上の裏金がつくられ、約915万円が飲食などに支出されていたことが発覚し、鳥取県から減給10分の1（1か月）の処分を受けた[7]。なお、片山は裏金作りの手法については「私の知事就任以前の問題」として調査しない考えを示し、自身の就任以前の裏金についても不問とした[8]。
- 2011年4月、NHKの番組内で、日本赤十字社に届いている義援金を政府が差配すると発言[9]。
- 選択的夫婦別姓制度導入に賛成。「社会の変化に対応して夫婦別姓の選択があってもよい。」「最高裁の判決はこの議論は国会でさらに深めるべきだ、というものだったが、司法の判断があるべきだったのではないか」と述べる[10]。

#### 鳥取自立塾
鳥取県の事業として、地域の自立と再生を目指すことを目的に掲げ、2004年から毎年夏に鳥取県の主催で3度実施された。全国から改革派の首長（現職・元職含）や大学教授などを招き、講演をはじめ分科会やパネルディスカッションを実施。
- 主な出席者

| - 石田芳弘（前犬山市長） - 土屋正忠（前衆議院議員、前武蔵野市長） - 福嶋浩彦（前我孫子市長） - 古川康（佐賀県知事） - 穂坂邦夫（NPO代表、前志木市長） | - 山口二郎（北海道大学大学院法学研究科付属高等法政教育研究センター長） - 増田寛也（元総務大臣、前岩手県知事） - 横尾俊彦（多久市長） |

- 概要
  - 第1回（2004年）
  - 第2回（2005年）
  - 第3回（2006年）

### 人物
- 家族は妻、4男2女。2度結婚歴があり、初婚の弘子夫人は2009年7月、悪性リンパ腫により死去した。後妻は鳥取県職員で1度の離婚歴があり、2010年11月に片山と再婚した。6人の子供は全て弘子夫人との間の子供である。
- 2005年、ベスト・ファーザー イエローリボン賞受賞。

## テレビ番組
- 『日経スペシャル カンブリア宮殿 』「赤字の町が倒産する～加速する地方格差～」（2006年5月1日、テレビ東京）- 総務大臣・竹中平蔵を取り上げた回に鳥取県知事として特別ゲスト出演[11]。

## 書籍

### 著書
- 『住むことは生きること 鳥取県西部地震と住宅再建支援』（2006年10月5日、東信堂）ISBN 9784887137110
- 『市民社会と地方自治』（2007年8月10日、慶應義塾大学出版会）ISBN 9784766414066
- 『自治体破綻！どう乗り越える』（2008年2月1日、東京市政調査会）ISBN 9784924542358
- 『日本を診る』（2010年12月10日、岩波書店）ISBN 9784000242769
- 『片山善博の自治体自立塾』（2015年5月1日、日本経済新聞出版社）ISBN 9784532356453
- 『民主主義を立て直す 日本を診る 2』（2015年11月20日、岩波書店）ISBN 9784000248785

「世界 (雑誌)」の同名連載（続行中）をまとめたもの。
- 『知事の真贋』（2020年11月20日、文藝春秋 文春新書）ISBN 9784166612840

### 共著
- 『地域間交流が外交を変える 鳥取-朝鮮半島の「ある試み」』（共著者:釼持佳苗）（2003年2月20日、光文社 光文社新書）ISBN 9784334031831
- 『災害復興とそのミッション 復興と憲法』（共著者:津久井進）（2007年8月31日、クリエイツかもがわ/かもがわ出版）ISBN 9784902244823
- 『今、義務教育が危ない! 国民のライフラインを守ろう』（編:日本の教育を考える10人委員会、共著者:渡邉光雄 樋口恵子 佐藤学 ほか全10名）（2007年12月11日、ぎょうせい）ISBN 9784324082966
- 『ポスト新自由主義 民主主義の地平を広げる』（共著者:山口二郎 高橋伸彰 柄谷行人 上野千鶴子 金子勝）（2009年3月1日、七つ森書館）ISBN 9784822809843
- 『ここだけは聞いておきたい裁判員裁判 31の疑問に答える』（共著者:国谷裕子,四宮啓）（2009年4月20日、日本評論社）ISBN 9784535517004
- 『「自治」をつくる 教育再生 脱官僚依存 地方分権』（共著者:塩川正十郎 御厨貴 粕谷一希 増田寛也 養老孟司）（2009年10月1日、藤原書店）ISBN 9784894347090
- 『地方自治と図書館 「知の地域づくり」を地域再生の切り札に』（共著者:糸賀雅児）（2016年12月1日、勁草書房）ISBN 9784326050178
- 『偽りの「都民ファースト」』（共著者:郷原信郎）（2017年6月22日、ワック WAC BUNKO）ISBN 9784898317587

### 関連書籍
- 『“改革"の技術 鳥取県知事・片山善博の挑戦』（著者:田中成之）（2004年11月25日、岩波書店）ISBN 9784000224420